# Bengt-Arne Wallin
Bengt-Arne Wallin, folkbokförd Bengt Arne Wallin, född  13 juli 1926 i Linköping, död 23 november 2015 i Sollentuna församling i Stockholms län, var en svensk jazzmusiker (trumpet), kompositör, musikarrangör och utbildad flygtekniker. 

## Biografi
Som ung spelade Wallin dragspel på fritiden, och vann redan i början av 1940-talet ett östgötskt distriktsmästerskap i dragspel. När ett lokalt band saknade en trumpet lärde han sig traktera det instrumentet. På 1940- och 50-talen var Wallin verksam som trumpetare och arrangör i Linköping, Göteborg och Stockholm. Efter tiden i Malte Johnssons orkester i Göteborg kom han till Stockholm där han spelade för Seymour Österwall på Nalen 1951–1952.
Åren 1953–1965 var han engagerad i Arne Domnérus storband och mellan år 1955 och 1965 även i Harry Arnolds Radioband varpå han lade trumpeten på hyllan. 1972–1993 var han pedagog vid Musikhögskolan i Stockholm. I slutet av 1990-talet började han spela trumpet ånyo, nu med sin grupp Five to Five. 
För produktionen Visa från Barnrike fick han det internationella radiopriset Prix Triumph Varieté. Han gjorde musiken till olika musikaler och ett större antal TV-produktioner, till exempel The Magic Box som var Sveriges bidrag till  Montreuxfestivalen 1971. Han var dirigent för olika storband.
Wallin har deltagit fem gånger i Melodifestivalen, bland annat 1966 med  Nygammal vals i samarbete med Björn Lindroth, framförd av Lill Lindfors och Svante Thuresson, som kom på första plats och Melodifestivalen 1974 med "I annorlunda land", framförd av gruppen Glenmarks som slutade på åttonde plats.
Bengt-Arne Wallin var 1951–1955 gift med Sonja Johansson (1932–2007), omgift Almroth, 1962–1966 med skådespelaren Jessie Flaws (1935–2014), 1967–1977 med konstnären och författaren Anja Notini (1940–2018) och från 1986 med skådespelaren Eva Bysing (född 1943).
Wallin är begravd på Silverdals griftegård i Sollentuna.

## Priser och utmärkelser
- 1962 – Gyllene skivan för Old Folklore
- 1974 – Jan Johansson-stipendiet
- 1993 – Thore Ehrling-stipendiet
- 2001 – Medaljen för tonkonstens främjande
- 2002 – Illis Quorum av femte storleken
- 2007 – Atterbergpriset

## Filmmusik (urval)
- 1958 – Linje sex
- 1961 – Lita på mej, älskling!
- 1962 – Chans
- 1964 – Svenska bilder
- 1966 – Den levande skogen
- 1968 – Svarta palmkronor
- 1968 – ...som havets nakna vind
- 1969 – Eva - den utstötta
- 1969 – Håll polisen utanför (TV-serie)
- 1970 – Ann och Eve – de erotiska
- 1971 – Den byxlöse äventyraren (TV-serie)
- 1971 – Sound of Näverlur
- 1972–1974 – Bröderna Malm (TV-serie)
- 1983 – Profitörerna (TV-serie)
- 1991 – Goltuppen
- 1993 – Härifrån till Kim

## Filmografi
- 1952 – Kvinnors väntan – trumpetare i Paris
- 1955 – Danssalongen – trumpetaren
- 1956 – Nattbarn – trumpetaren